# Schuby
Schuby (tiếng Đan Mạch: Skovby) là một đô thị thuộc district Schleswig-Flensburg, trong bang Schleswig-Holstein phía bắc nước Đức. Đô thị Schuby có diện tích 23,94 km², dân số thời điểm 31 tháng 12 năm 2006 là 2584 người. Schuby có cự ly vài km về phía tây Schleswig.
Schuby thuộc Amt ("đô thị chung") Arensharde.